# Zurnazen Mustafa Pascià
Zurnazen Mustafa Pascià (... – Erzurum, 1666) è stato un militare e politico ottomano di origine albanese.
Fu Gran Visir dell'Impero Ottomano per 4 ore il 5 marzo 1656. Spesso non è inserito nella lista dei Gran Visir ottomani. Fu promosso dal titolo di procuratore al grado di gran visir a pieno titolo a causa dell'influenza che esercitò sul sultano per il licenziamento dall'ufficio di Gazi Hüseyin Pascià. La sua nomina provocò una rivolta a Istanbul e fu esiliato dopo aver tenuto il sigillo solo per quattro ore.